# Lemnhults gamla kyrka
Lemnhults gamla kyrka  är en tidigare kyrkobyggnad i Lemnhult i Växjö stift.

## Kyrkobyggnaden
Kyrkan uppfördes troligen under 1300-talet och bestod ursprungligen av ett långhus med ett rakt avslutande kor i öster. Kyrkan var uppförd i gråsten med en brant takresning täckt av tjärad spån. Vid kyrkogårdens sydöstra hörn var en hög klockstapel rest. 
1693 nedtogs kyrkans västra gaveln och kyrkan utökades med en tillbyggnad i trä. Samtidigt uppfördes en stiglucka på nordvästra sidan vilken fortfarande står kvar. 1752 uppfördes en sakristia i sten. 

## Ödelagd av brand
Kyrkan ödelades vid en våldsam brand den 3 mars 1856. Även klockstapeln och det Falkenbergska gravkoret som låg vid kyrkogårdens sydöstra hörn eldhärjades och förstördes. Däremot undkom stigluckan lågorna. 1936 konserverades kyrkans murar.

## Offerkyrka och interiör
Kyrkan anses varit en så kallad offerkyrka. Som offerkyrka åtnjöt den ett särskilt anseende. Så sent som under 1800-talet sändes till kyrkan gåvomedel från Sydeuropa.  Interiört var kyrkan prydd med en kalvariegrupp från 1300-talet vars delar fortfarande finns bevarade. Krucifixet kröner altaruppställningen i den nuvarande kyrkan. 1739 uppfördes en läktare som 1742 försågs med en orgel byggd av orgelbyggaren Jonas Wistenius från Linköping. 

### Orgel
- År 1742 byggde Jonas Wistenius en orgel med 6 stämmor.[3]
- År 1856 byggde Johannes Magnusson en orgel med 14 stämmor. Den byggdes om av honom 1871.[4]

## Bildgalleri

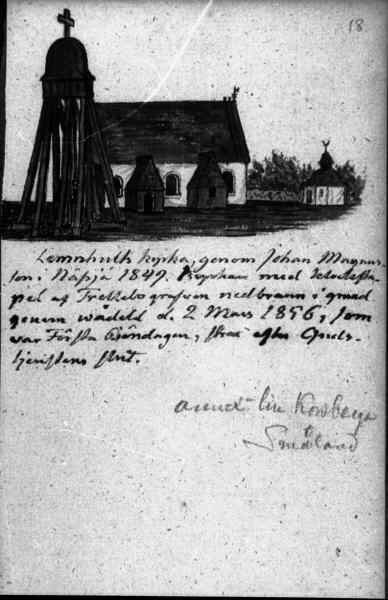
Teckning av kyrkan
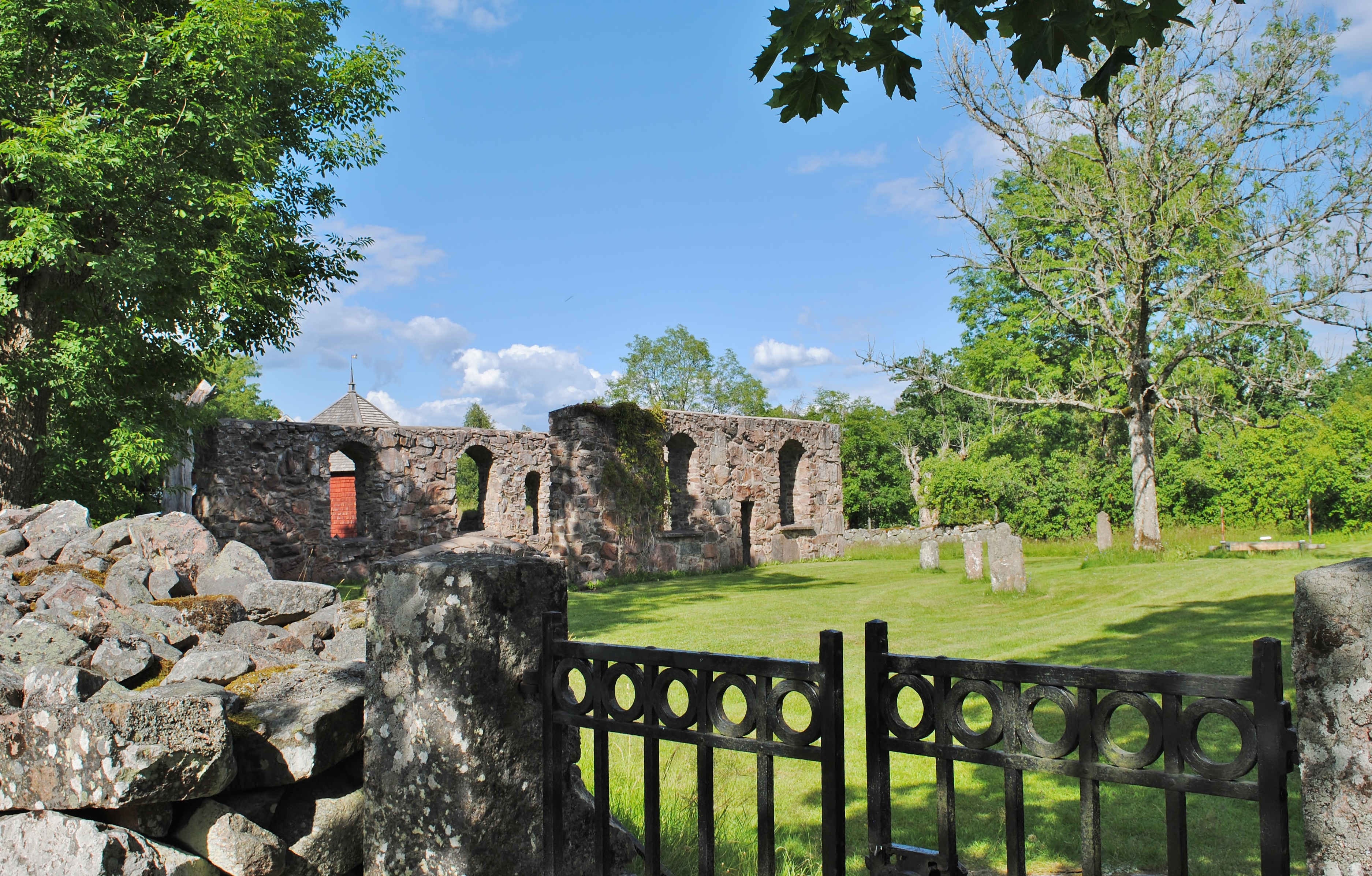
Entré
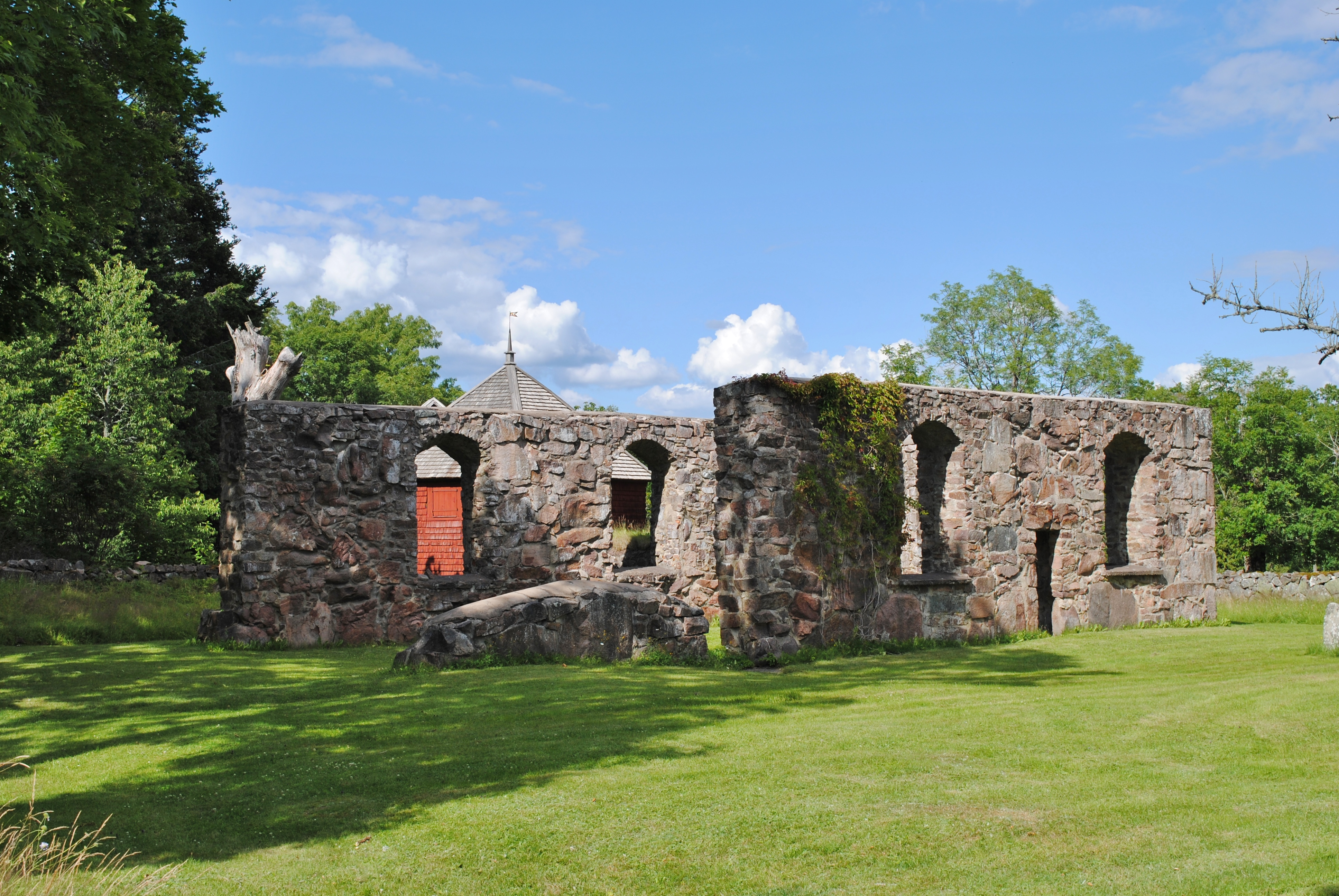
Medeltidskyrkans ruin
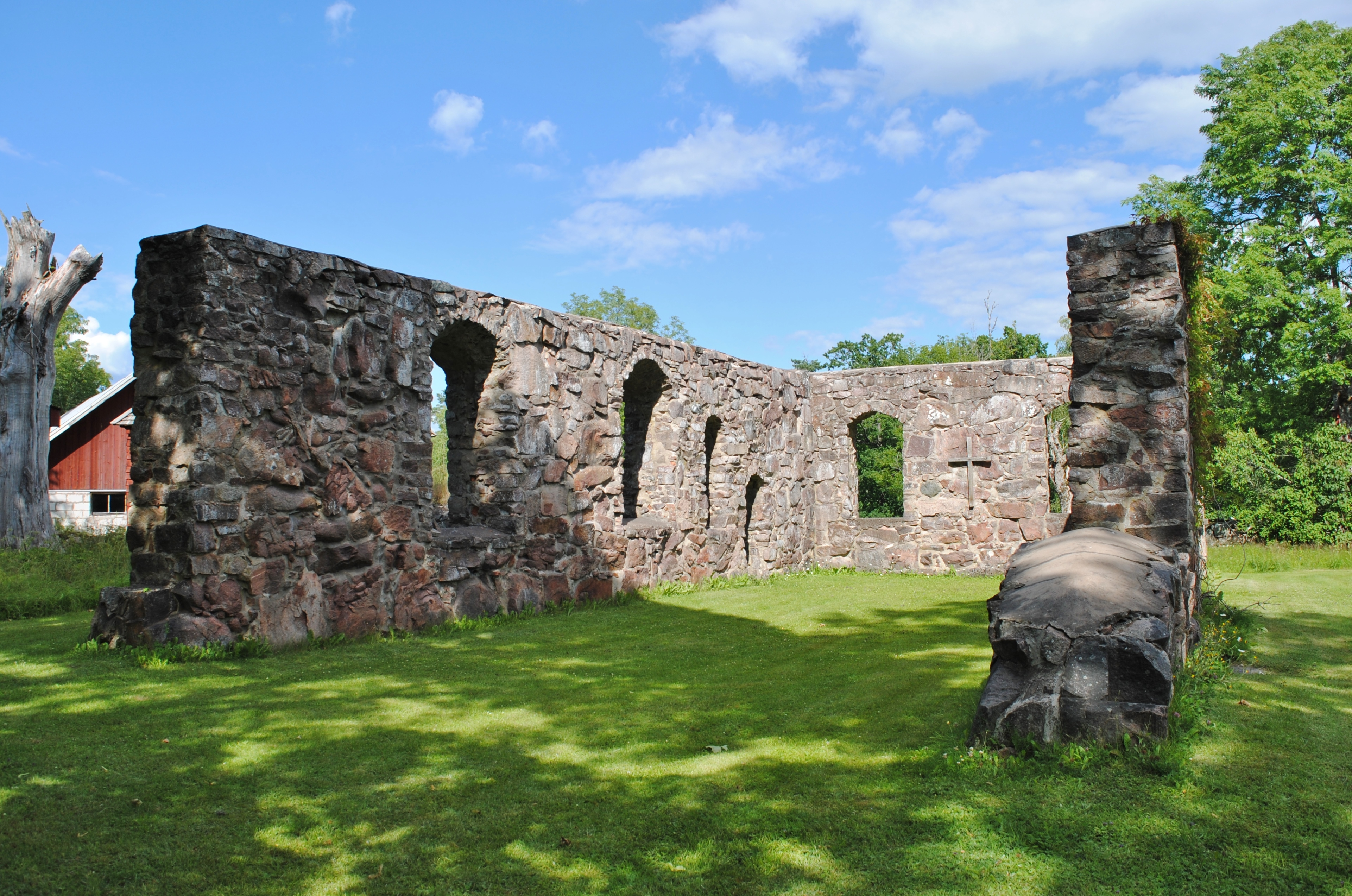
Kyrkorummet mot öster
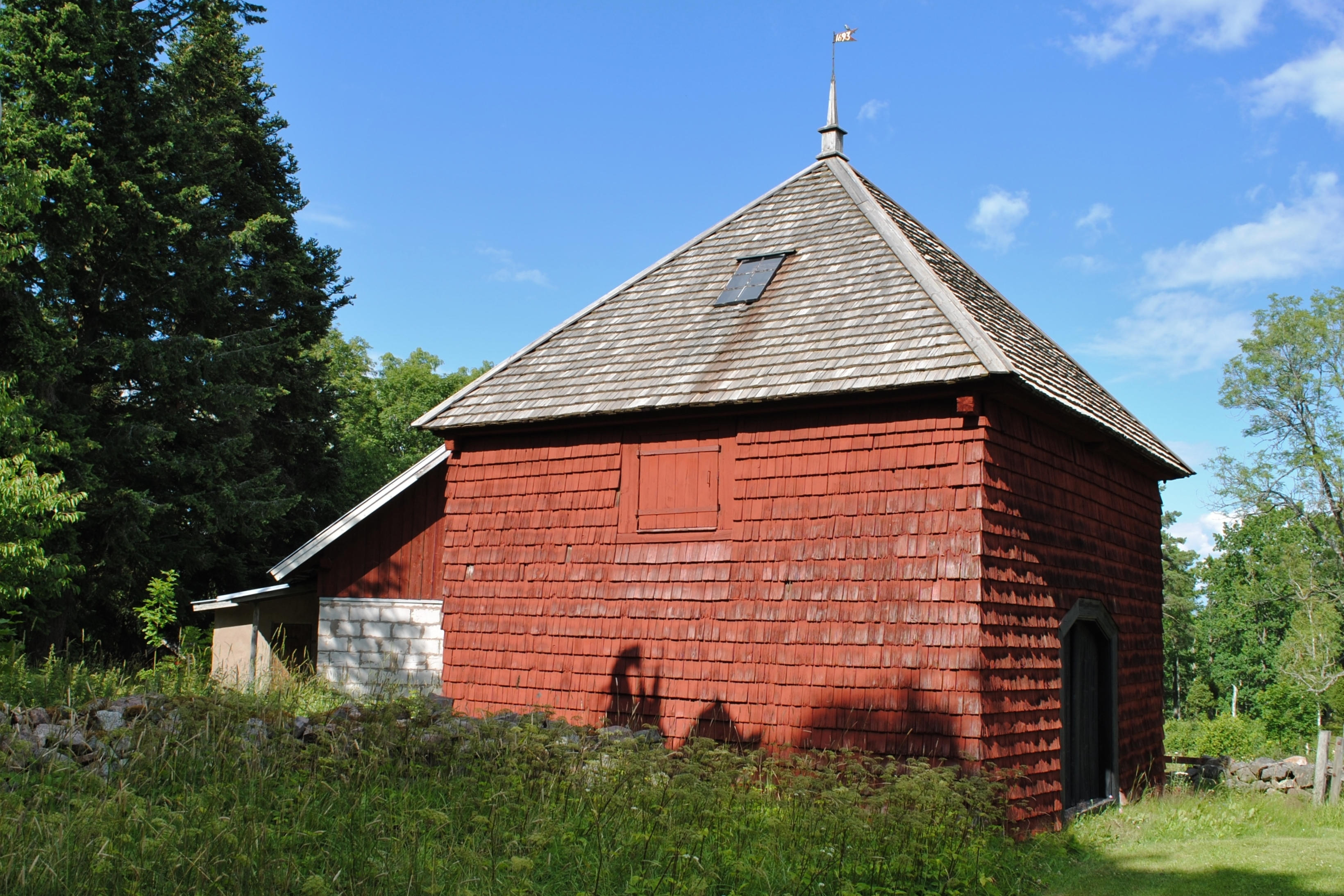
Stigluckan, byggd 1693